# Billy Gray
Billy Gray, all'anagrafe William (1947 – 1984), è stato un chitarrista inglese.

## Biografia
Iniziò la sua attività in piccole formazioni di Kilmarnock, in Scozia, sua città natale; il successo arrivò nel 1965 con il gruppo The Anteeeks, col quale incise un singolo nella primavera del 1966 e iniziò a girare per tutta la Gran Bretagna.
Nell'estate dello stesso anno abbandonò il gruppo e si trasferì a Londra, dove entrò nel giro dei musicisti blues della capitale; conobbe Eric Clapton e collaborò con The Buzz ad un singolo di David Bowie, quindi fu ingaggiato da Riki Maiocchi nel gruppo dei The Trip e si trasferì in Italia nel settembre del 1966.
Con i Trip rimase fino all'inizio del 1972 dopo aver inciso due LP; in seguito darà alle stampe un lavoro solista dal sapore molto rock-blues dal titolo Feeling Gray?.
Billy Gray morì per malattia nel 1984.

## Discografia

### Con The Trip

#### 33 giri
- 1970 - The Trip (RCA Italiana, PLS 10460)
- 1971 - Caronte (RCA Italiana, PLS 10509)

#### 45 giri
- 1970 - Una pietra colorata/Incubi (RCA Italiana, PM 3527)
- 1970 - Fantasia/Travellin' Soul (RCA Italiana, PM 3561)
- 1971 - Believe in Yourself/Little Janiee (RCA Italiana, PM 3604)

### Da solista

#### 33 giri
- 1972 - Feeling Gray (Polydor, 2448 009)

#### 45 giri
- 1973 - Can't stop/Writing on the wall (Polydor, 2060 054)